# Dendropsophus rhea
Espèce
Synonymes
- Hyla rhea Napoli & Caramaschi, 1999

Statut de conservation UICN

 DD  : Données insuffisantes
Dendropsophus rhea est une espèce d'amphibiens de la famille des Hylidae.

## Répartition
Cette espèce est endémique de l'État de São Paulo au Brésil. Elle se rencontre entre 600 et 700 m d'altitude dans la municipalité de Pirassununga,.

## Publication originale
- Napoli & Caramaschi, 1999 : Variation and description of two new Brazilian Hyla of the H. tritaeniata complex (Amphibia, Anura, Hylidae). Boletim do Museu Nacional, Nova Série, Zoologia, vol. 407, p. 1-11 (texte intégral).